# ليون فان دير توري
ليون فان دير توري (بالهولندية: Leon van der Torre)‏ هو عالم حاسوب هولندي، ولد في 18 مارس 1968 في روتردام في هولندا.